# Poecilopsyche pandava
Poecilopsyche pandava är en nattsländeart som beskrevs av Schmid 1968. Poecilopsyche pandava ingår i släktet Poecilopsyche och familjen långhornssländor. Inga underarter finns listade i Catalogue of Life.